# 亞里斯多德山脈
亞里斯多德山脈（英語：Aristotle Mountains）是南極洲的山脈，位於葛拉漢地，西北面以克倫冰川為界，長62公里、寬44公里，最高點海拔1,650米，山脉以希臘哲學家亞里士多德命名。

## 外部連結
- Aristotle Mountains. （页面存档备份，存于） SCAR Composite Antarctic Gazetteer.

65°35′00″S 62°28′00″W / 65.58333°S 62.46667°W